# Saint-Paul-de-Serre
Saint-Paul-de-Serre è un comune francese di 267 abitanti situato nel dipartimento della Dordogna nella regione della Nuova Aquitania.

## Società

### Evoluzione demografica
Abitanti censiti